# Semily (huyện)
Huyện Semily (tiếng Séc: Okres Semily) là một huyện (okres) nằm trong vùng Liberec của Cộng hòa Séc. Huyện Semily có diện tích 699 km², dân số năm 2002 là 74660 người. Thủ phủ huyện đóng ở Semily. Huyện này có 65 khu tự quản.

## Các khu tự quản
Huyện Semily có 65 khu tự quản sau: